# ISO 3166-2:SD
ISO 3166-2 données pour le Soudan

## Mise à jour
- ISO 3166-2:2007-11-28 n°1 (suppression de l'État de Gharb Kurdufān, SD-10)

## États (18)
| Code  | Nom en arabe          | Nom en anglais |
| ----- | --------------------- | -------------- |
| SD-RS | Al Baḩr al Aḩmar      | Red Sea        |
| SD-GZ | Al Jazīrah            | Gezira         |
| SD-KH | Al Kharţūm            | Khartoum       |
| SD-GD | Al Qaḑārif            | Gedaref        |
| SD-NR | Nahr an Nīl           | River Nile     |
| SD-NW | An Nīl al Abyaḑ       | White Nile     |
| SD-NB | An Nīl al Azraq       | Blue Nile      |
| SD-NO | Ash Shamālīyah        | Northern       |
| SD-DW | Gharb Dārfūr          | West Darfur    |
| SD-GK | Gharb Kurdufān        | West Kordofan  |
| SD-DS | Janūb Dārfūr          | South Darfur   |
| SD-KS | Janūb Kurdufān        | South Kordofan |
| SD-KA | Kassalā               | Kassala        |
| SD-DN | Shamāl Dārfūr         | North Darfur   |
| SD-KN | Shiamāl Kurdufān      | North Kordofan |
| SD-DE | Sharq Dārfūr          | East Darfur    |
| SD-SI | Sinnār                | Sennar         |
| SD-DC | Wasaţ Dārfūr Zālinjay | Central Darfur |

## Historique
Codes avant la scission avec le Soudan du Sud
```
SD-23  
Āٰālī an Nīl

SD-26  
Al Baḩr al Aḩmar

SD-18  
Al Buḩayrāt

SD-07  
Al Jazīrah

SD-03  
Al Kharţūm

SD-06  
Al Qaḑārif

SD-22  
Al Waḩdah

SD-04  
Nahr An Nīl

SD-08  
An Nīl al Abyaḑ

SD-24  
An Nīl al Azraq

SD-01  
Ash Shamālīyah

SD-17  
Baḩr al Jabal

SD-16  
Gharb al Istiwā'īyah

SD-14  
Gharb Baḩr al Ghazāl

SD-12  
Gharb Dārfūr

SD-11  
Janūb Dārfūr

SD-13  
Janūb Kurdufān

SD-20  
Jūnqalī

SD-05  
Kassalā

SD-15  
Shamāl Baḩr al Ghazāl

SD-02  
Shamāl Dārfūr

SD-09  
Shamāl Kurdufān

SD-19  
Sharq al Istiwā'īyah

SD-25  
Sannār

SD-21  
Wārāb
```